# Bertha Louise von Hessen-Philippsthal-Barchfeld

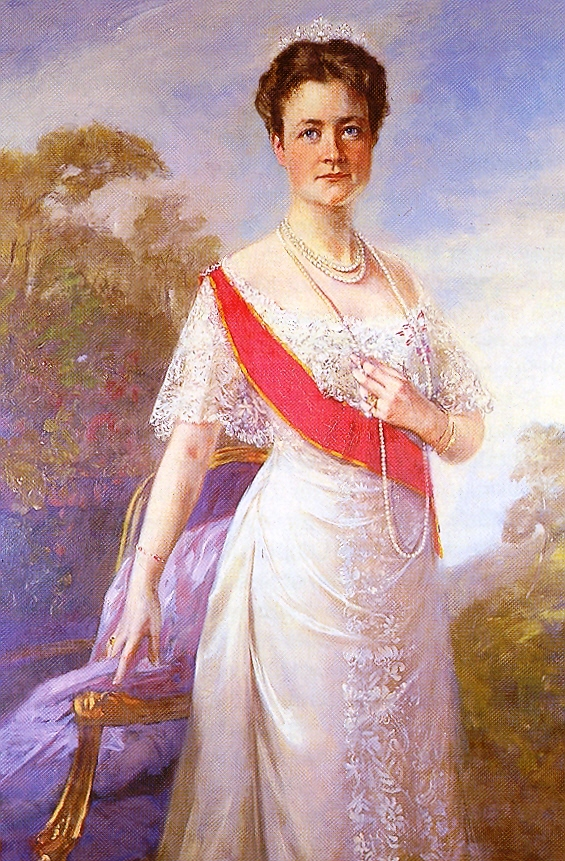
Bertha Louise von Hessen-Philippsthal-Barchfeld (1874–1919, Ehefrau des Fürsten Leopold IV. zur Lippe)

Bertha Louise Ottilie Auguste Adelheid Marie von Hessen-Philippsthal-Barchfeld (* 25. Oktober 1874 in Burgsteinfurt; † 19. Februar 1919 in Detmold) war eine deutsche Adlige aus dem Haus Hessen und durch Heirat Fürstin im Fürstentum Lippe.

## Leben
Bertha Louise von Hessen-Philippsthal-Barchfeld wurde als Tochter des Landgrafen Wilhelm von Hessen-Philippsthal-Barchfeld (1831–1890) und dessen zweiter Ehefrau Juliane von Bentheim-Steinfurt (1842–1878), Tochter der Bertha von Hessen-Philippsthal-Barchfeld (1818–1888), geboren.

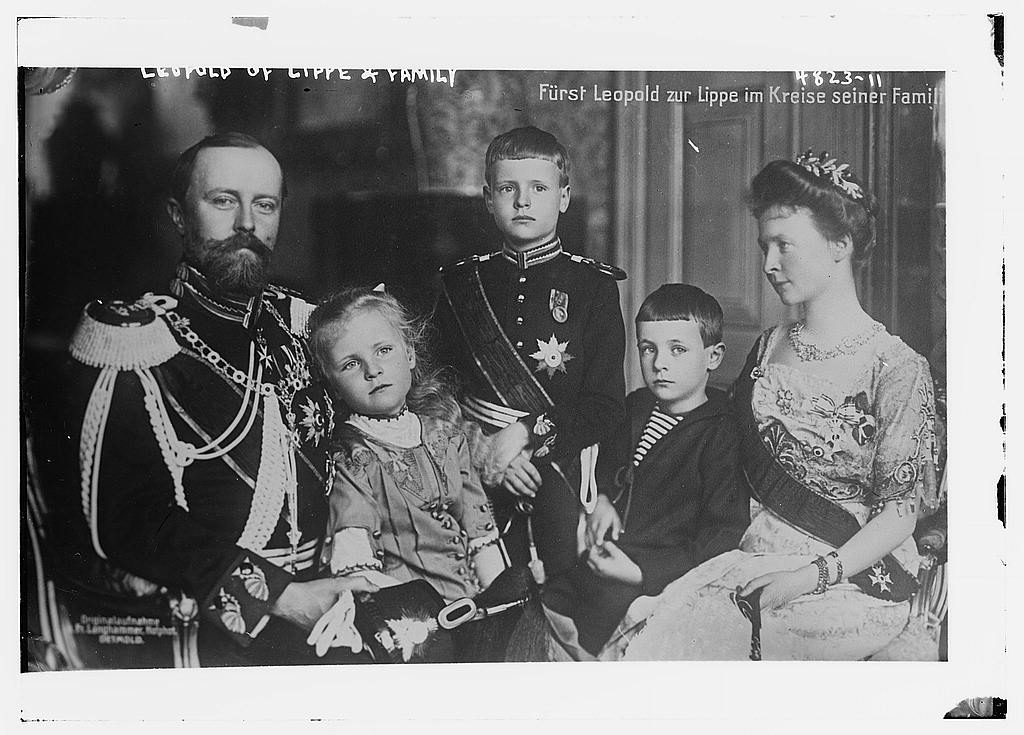
Fürst Leopold IV. zur Lippe und seine Ehefrau Bertha Louise, zusammen mit ihren Kindern

Am 16. August 1901 heiratete sie in Rotenburg an der Fulda den Fürsten Leopold IV. zur Lippe, mit dem sie die Kinder
- Ernst Leopold Chlodwig Julius Alexis Wilhelm Heinrich Erbprinz zur Lippe (* 12. Juni 1902 in Detmold; † 24. Mai 1987 in Detmold)
- Leopold Bernhard Wilhelm Friedrich Heinrich Alexis Otto Prinz zur Lippe (* 19. Mai 1904 in Detmold; † 5. Juli 1965 in Detmold)
- Karoline Auguste Adelheid Mathilde Marie Luise Pauline Prinzessin zur Lippe (* 4. August 1905 in Detmold; † 12. Oktober 2001 in Bad Eilsen), ⚭ 1932 Hans Graf von Kanitz (1893–1968), Generalmajor
- Chlodwig Luitpold Friedrich August Georg Rudolf Christian Maximilian Prinz zur Lippe (* 27. September 1909 in Detmold; † 13. Februar 2000 in Starnberg)
- Sieglinde Bertha Elisabeth Adelheid Juliane Calma Bathildis Marie Anna Prinzessin zur Lippe (* 4. März 1915 in Detmold; † 8. August 2008), ⚭ 1942 Friedrich-Carl Heldman (1904–1977) hatte.

Leopold hatte die Regierung im Fürstentum Lippe von Ernst zur Lippe-Biesterfeld übernommen, nachdem das Reichsgericht am 25. Oktober 1905 die Erbfolgeregelung, die 1897 von einem Schiedsgericht getroffen wurde, anerkannt hatte.
Bertha Louise wurde eine (angeheiratete) Nichte ihrer Stiefschwester und ihres Schwagers, denn aus der ersten (morganatischen) Ehe ihres Vaters mit Maria von Hanau und zu Hořowitz stammte eine Tochter, die mit dem Grafen Rudolf von der Lippe zu Biesterfeld – Onkel ihres zukünftigen Mannes – verheiratet war.